# Dhilwān
Dhilwān är en ort i Indien.   Den ligger i distriktet Kapurthala och delstaten Punjab, i den norra delen av landet, 400 km nordväst om huvudstaden New Delhi. Dhilwān ligger 230 meter över havet och antalet invånare är 8 447.
Terrängen runt Dhilwān är mycket platt. Runt Dhilwān är det tätbefolkat, med 511 invånare per kvadratkilometer. Närmaste större samhälle är Kapūrthala, 15,3 km söder om Dhilwān. Trakten runt Dhilwān består till största delen av jordbruksmark.